# 大橄榄山圣母圣诞主教座堂
大橄榄山圣母圣诞主教座堂（Cattedrale della Natività di Maria di Monte Oliveto Maggiore）是大橄榄山修道院的修道院教堂、天主教大橄榄山自治会院区的主教座堂，位于意大利托斯卡纳大区锡耶纳省阿夏诺镇（Asciano），靠近奇乌苏雷村（Chiusure）。意大利国家古迹。

## 历史
大橄榄山圣母圣诞主教座堂建于1400年至1417年间，是大橄榄山修道院的修道院教堂。它位于修道院建筑的一侧，与大回廊相连。这座大型建筑于1417年祝圣，建筑风格为意大利哥特式，中殿和后殿墙壁有壁画。1503年至1505年间，若望·达·维罗纳修士创建了木制咏经席。1772年，教堂内部按照巴洛克风格进行了彻底改建，由来自卡梅里诺的乔瓦尼·安蒂诺里设计；但是并没有改变其结构。

## 建筑

### 外观
教堂外观为哥特式风格，红砖墙外露。立面中间高处有圆形玫瑰窗。沿着教堂的左侧，有哥特式的扶壁，在18世纪的大窗户上方，有玫瑰窗。在后殿附近，矗立着高高的钟楼。

### 内部
大橄榄山圣母圣诞主教座堂的内部为巴洛克风格，拉丁十字平面。

#### 中殿与咏经席
巨大的中殿，设有筒形穹顶，分为三个隔间；沿着侧墙，穿插着带有科林斯柱头的半柱，有六扇大型矩形窗户，每侧三扇。
中殿内有一精美的咏经席（coro），由若望•达•维罗纳修士于1503至1505年间建造。包括125个木制席位，分为两层（下层58个，上层67个），描绘各种主题，包括乐器、风景、动物和各种各样的物体。咏经席的中心是镶嵌式木制讲台，由拉斐尔•达布雷西亚修士于1520年制造，后来转移到祭衣间。

#### 耳堂和两侧小堂
教堂的耳堂也覆盖着筒形穹顶，连接到后殿附近的中殿。拱顶上有一幅由雅各布•利戈齐创作的圆形画作《圣母升天》（16世纪）。侧面有弗朗西斯科•瓦尼的两幅油画，分别是“教会的圣化”和“第一批橄榄会修士穿圣衣”（16世纪）。
在后殿的两侧，耳堂有两座小堂，均为方形平面。左侧小堂的供奉圣本笃，祭坛上是法布里齐奥•卡托拉里于1773年创作的油画“圣本笃和圣伯尔纳铎的荣耀”。右侧小堂供奉圣方济加（Francesca Romana），祭坛上摆放着一幅18世纪无名作家的画作《圣方济加与天使》。